# Wendy Barrie

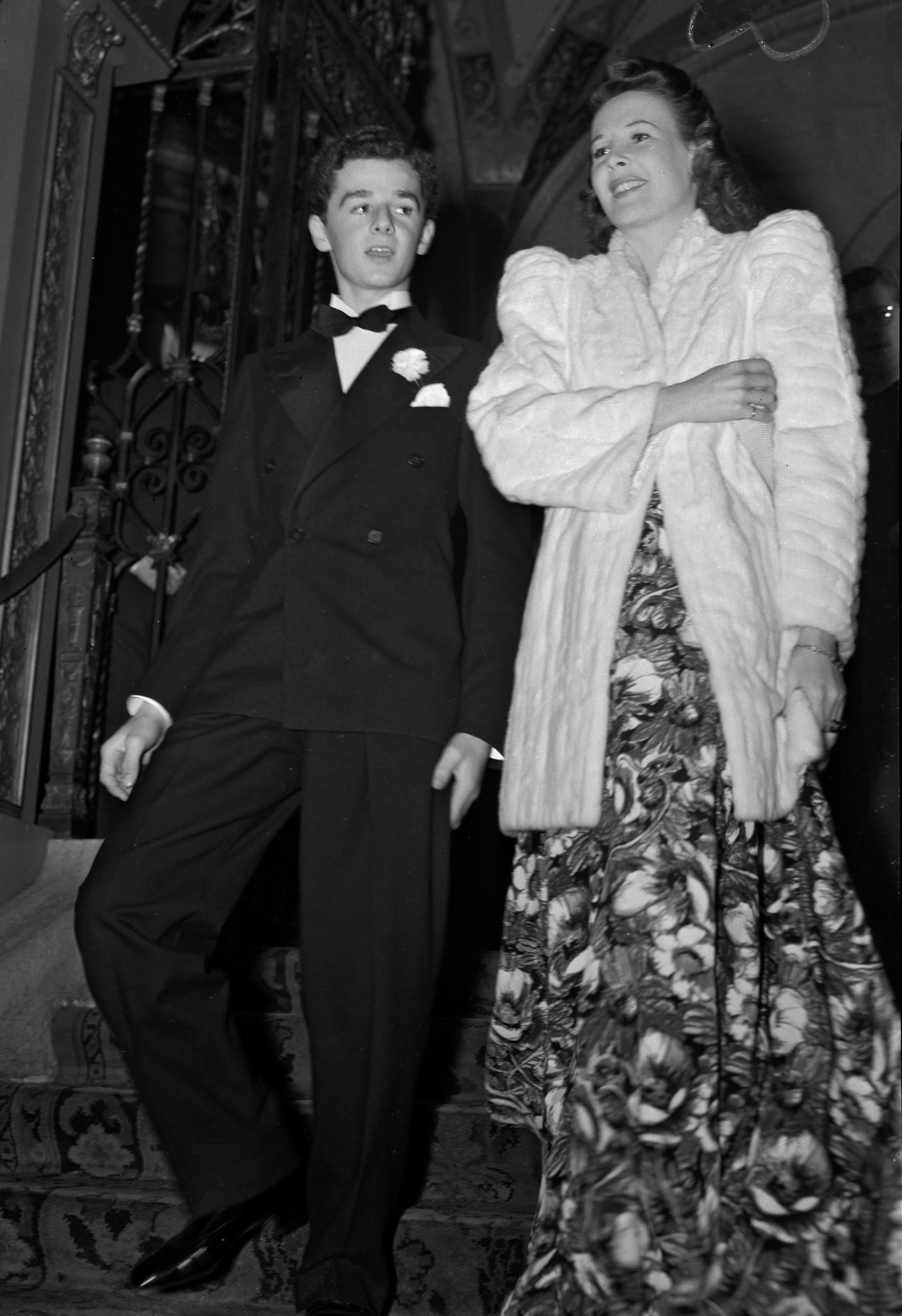
Wendy Barrie mit Freddie Bartholomew (1940)

Wendy Barrie (* 18. April 1912 in Hongkong als Marguerite Wendy Jenkins; † 2. Februar 1978 in Englewood, New Jersey) war eine britische Schauspielerin.

## Leben
Die Tochter eines britischen Rechtsanwalts spielte schon als Teenager an englischen Theatern, bevor sie 1932 ihr Filmdebüt mit Threads gab. Daraufhin wurde sie von Alexander Korda unter Vertrag genommen und erlangte schon bald ihren ersten großen Erfolg mit Das Privatleben Heinrichs VIII. (1933) an der Seite von Charles Laughton und Merle Oberon. 1934 ging sie nach Hollywood, wo sie von der Fox unter Vertrag genommen wurde und spielte in der romantischen Komödie It’s a Small World an der Seite von Spencer Tracy. 1936 wurde sie an MGM ausgeliehen und spielte neben James Stewart in Speed. Drei Jahre später erlangte sie Weltruhm mit dem Sherlock-Holmes-Klassiker Der Hund von Baskerville, wo sie neben Basil Rathbone die weibliche Hauptrolle bekleidete. 
In den 1940er Jahren zog sie sich aus dem Filmgeschäft zurück und trat nur noch vereinzelt in Fernsehsendungen auf, wie 1948 in der Kinder-Comedy Die Abenteuer von Oky Doky. Im selben Jahr begann sie ihre Karriere als Moderatorin von diversen Shows. 1962 zog Wendy Barrie sich von der Schauspielerei zurück.
Wendy Barrie hat einen Stern auf dem Hollywood Walk of Fame (1708 Vine Street). Sie starb mit 65 Jahren an den Folgen eines Schlaganfalls.

## Filmografie
- 1932: Collision
- 1932: Threads
- 1932: The Callbox-Mystery
- 1932: Wedding Reheasal
- 1932: Where Is This Lady?
- 1932: The Barton Mystery
- 1933: Cash
- 1933: It’s a Boy
- 1933: Das Privatleben Heinrichs VIII. (The Private Life of Henry VIII.)
- 1933: The Acting Business
- 1933: The House of Trent
- 1934: Murder at the Inn
- 1934: Without You
- 1934: The Man I Want
- 1934: Give Her a Ring
- 1934: Freedom of the Seas
- 1934: There Goes Susie
- 1935: It’s a Small World
- 1935: College Skandal
- 1935: The Big Broadcast of 1936
- 1935: A Feather in Her Hat
- 1935: Millions in the Air
- 1936: Love on a Bet
- 1936: Speed
- 1936: Ticket to Paradise
- 1936: Under Your Spell
- 1937: Breezing Home
- 1937: Wings Over Honolulu
- 1937: What Price Vengeance?
- 1937: Sackgasse (Dead End)
- 1937: A Girl with Ideas
- 1937: Prescription for Romance
- 1938: Im Namen des Gesetzes (I Am the Law)
- 1938: Newsboys’ Home
- 1938: Pacific Liner
- 1939: The Saint Strikes Back
- 1939: Der Hund von Baskerville (The Hound of the Baskervilles)
- 1939: Five Came Back
- 1939: The Witness Vanishes
- 1939: Day-Time Wife
- 1940: The Saint Takes Over
- 1940: Women in War
- 1940: Cross-Country Romance
- 1940: Men Against the Sky
- 1940: Who Killed Aunt Maggie?
- 1941: The Saint in Palm Springs
- 1941: Repent at Leisure
- 1941: The Gay Falcon
- 1941: Public Enemies
- 1942: A Date with the Falcon
- 1943: Eyes of the Underworld
- 1943: Auf ewig und drei Tage (Forever and a Day)
- 1943: Submarine Alert
- 1943: Follies Girl
- 1954: Die unglaubliche Geschichte der Gladys Glover (It Should Happen to You)